# 阿爾瓦羅·卡雷拉斯
阿爾瓦羅·費爾南德斯·卡雷拉斯（西班牙語：Álvaro Fernández Carreras；2003年3月23日—），西班牙足球運動員，現効力西甲俱樂部皇家馬德里。